# UHC Alligator Malans
Der UHC Alligator Malans ist ein Schweizer Unihockeyverein in Malans in der Bündner Herrschaft, der in der höchsten Schweizer Spielklasse, der Unihockey Prime League, mitspielt.

## Geschichte
Im Dezember 1986 wurde der UHC Alligator gegründet. Da bei der Gründung alle minderjährig waren, mussten für die Gültigkeit der Vereinsunterzeichnung Eltern die nötigen Unterschriften liefern. Die junge Truppe bestand zu einem grossen Teil aus Mittelschülern der Evangelischen Mittelschule Schiers und startete in der Saison 87/88 in der zweiten Liga des SUHV und stieg sogleich auf. Ausserdem erreichte man im Bündner Cup den erstaunlichen vierten Rang. Die zweite Saison 88/89 beendete man ohne Punktverlust auf dem ersten Rang und qualifizierte sich souverän für die Aufstiegsspiele, wo man ein schlechtes Wochenende einzog und es nichts aus dem erhofften Aufstieg wurde. Ein paar Wochen später wurde der Aufstieg am grünen Tisch dennoch Tatsache und so spielte die erste Mannschaft in der Saison 89/90 bereits in der NLB, womit man sich auf das Grossfeld umzustellen hatte. Um das schmale Kader zu vergrössern, ergänzte man dies mit einigen Spielern aus der Region sowie eigenen (erfolgreichen) Junioren. Die Umstellung gelang gut und man beendete die Saison auf dem guten dritten Rang. Unbesiegt blieben in dieser Saison die B-Junioren (Kleinfeld). Selbst in der Finalrunde in Flamatt konnte sie niemand aufhalten und sie wurden Schweizermeister. In der Vorbereitung zur zweiten NLB Saison 90/91 bezwang man in einem Freundschaftsspiel die erste Mannschaft des damaligen Schweizermeisters Rot-Weiss Chur und startete somit als Favorit in die neue Saison. Souverän beendete man nach 18 Spielen und 33 Punkten und dem Torverhältnis von 75:20 die Meisterschaft. Am Aufstiegswochenende in Olten reüssierte man jedoch trotz hoher Erwartungen nicht. Zum Saisonende kam es zu einer Fusion mit dem Zweitligisten UHC Malans. Der Name des Vereins wurde nun in UHC Alligator Malans geändert und einige weniger bewanderte Chronisten nennen wohl deshalb fälschlicherweise das Jahr 1991 als Gründungsjahr des Vereins. Nach 12 Spielen in der Saison 91/92 führte man bereits die Tabelle an, als es noch besser kam.  Der damaligen Vereinsführung gelang (Ende Februar 1992) mit der Verpflichtung zweier schwedischen Nationalspieler (Thorbjörn Jonsson und Thomas Vogelberg) rechtzeitig zur Saisonentscheidung hin ein schweizweiter bis dahin einmaliger Transfer.  Die restlichen Meisterschaftsspiele und die zwei Aufstiegsspiele wurden dann mehrheitlich zu einem Schaulaufen des ohnehin schon starken Teams, dessen Spiel nun an Attraktivität und spielerischer Finesse dazu gewann. Die Mannschaft blieb unbesiegt und der Aufstieg wurde nach drei Jahren NLB Tatsache. Auf die Saison 92/93 verstärkte sich das Team mit Spielern von Rot-Weiss Chur, zwei schwedischen Spielern und integrierte einige Spieler von Spartak Landquart, mit dem man ebenso fusionierte wie mit UHC Sharks Maienfeld. Die Ziele waren auch für die erste NLA Saison hoch. Zu hoch, wie es sich herausstellte. Neben den vielen Neuen war die Degradierung vom bisherigen Erfolgstrainer Thomas Berger zum Assistenztrainer wohl mit ein Grund, weshalb man trotz grossem Potenzial wenig erreichte. In der Saison 93/94 hiessen die Verstärkungsspieler aus Schweden Stefan Petersson und Janni Westerlund, der als Spielertrainer fungierte. Zum Erstaunen vieler konnte man im letzten Meisterschaftsspiel dem Saisondominator Rot-Weiss Chur vor 1300 Zuschauern ein Unentschieden abluchsen, was zum Vizemeister vor Torpedo Chur reichte. 2003 wurde der Verein Preisträger des Prix-Ecosport von Swiss Olympic. Ein Jahr später unterzeichnete der Verein aus Malans eine Ausbildungsvereinbarung mit dem UHC Sarganserland. Seit 2014 integriert Alligator Malans Sportler mit geistigem Handicap in sein Vereinsleben.

## Erfolge
(Es werden nur Meistertitel der ersten Mannschaft aufgelistet.)
Der UHC Alligator Malans wurde bereits fünfmal Schweizer Meister und viermal Schweizer Cupsieger. Dazu kommen 6 Vizemeistertitel des Fanionteams und zwei weitere Cupfinal-Teilnahmen.

### Titel
- 5-mal Schweizer Meister: 1997, 1999, 2002, 2006, 2013
- 4-mal Schweizer Cupsieger: 2002, 2006, 2012, 2015
- 2-mal Champy Cup: 2002, 2016

### Ehrungen
- GR-Sportnacht – Auszeichnung zum besten Verein des Jahres: 2013

## Trainer
(Verzichtet wurde auf die Aufführung von Interimstrainern.)
- 1987–2002 (Thomas Berger)
- 2009–2011 Petteri Nykky
- 2011–2014 Akseli Ahtiainen
- 2014–2015 Daniel Hahne
- 2014–2017 Esa Jussila
- 2017–jetzt Oscar Lundin

## Ehemalige Spieler
- Martin Olofsson (* 1976)
- Marc Dysli (* 1981)